# Byun Jin-sub
Byun Jin-sub (변진섭?, 卞眞燮?, Byeon Jin-seopLR; Seul, 30 luglio 1966) è un cantautore sudcoreano.
Diventato famoso grazie al suo album d'esordio To Be Alone nel 1988, è stato uno dei protagonisti del rinascimento della musica popolare coreana sul finire degli anni Ottanta, prima dell'avvento della musica degli idol nel decennio successivo. Noto come "il principe delle ballad" e "la leggenda delle ballad", gli è stata attribuita la diffusione del genere in Corea del Sud.

## Vita privata
Nel 2000 ha sposato la campionessa nazionale di nuoto sincronizzato Lee Joo-young, dalla quale ha avuto due figli maschi.

## Discografia

### Album in studio
- 1988 – To Be Alone
- 1989 – Back to You
- 1990 – Farewell
- 1991 – The Reason to Be With You
- 1992 – You to Me, Again
- 1994 – Image '94
- 1996 – Again
- 1998 – Nonfiction
- 1999 – 20B
- 2004 – He'story
- 2007 – Drama
- 2015 – Timeless

## Riconoscimenti
- Golden Disc Award[6]
  - 1988 – Miglior nuovo artista per To Be Alone
  - 1989 – Daesang per It's Too Late
  - 1989 – Bonsang per It's Too Late
  - 1990 – Daesang per Back to You
  - 1990 – Bonsang per Back to You
- Seoul Music Award[7]
  - 1990 – Daesang per Farewell
  - 1990 – Bonsang